# Sufismus
Sufismus oder Sufitum (auch Sufik, arabisch تَصَوُّف, DMG taṣawwuf) ist eine Sammelbezeichnung für Strömungen im Islam, die asketische Tendenzen und eine spirituelle Orientierung aufweisen, die oft mit dem Wort Mystik bezeichnet wird. Einen Anhänger bzw. Praktiker des Sufismus nennt man Sufi (arabisch صُوفِيّ, DMG Ṣūfī) oder Derwisch (persisch دَرویش darwisch, DMG darwīš). Zu Kernelementen der unterschiedlichen praktischen und theoretischen Lehren zählen vielfach eine Einheit alles Existierenden, ein „innerer Sinn“ (arabisch بَاطِن, DMG bāṭin) des Korans, eine individuelle Nähe oder Unmittelbarkeit zu Gott sowie dementsprechende vorbildhafte Koranverse und normative überlieferte Aussprüche und biographische Berichte über Mohammed.
Bis zum 9. Jahrhundert waren die Sufis (arabisch صُوفِيَّة, DMG ṣūfīya) eine asketische Randgruppe im heutigen Irak. Ab dem 10. Jahrhundert wurden systematische Handbücher zum spirituellen Weg des Sufi ausgearbeitet, welche die Nähe zum orthodoxen Sunnitentum betonen. Für die systematische Ausformulierung von Theologie und Epistemologie wurden Philosophen und Theologen wie al-Ghazālī, Suhrawardi und Ibn Arabi prägend. Im 12. Jahrhundert bildeten sich Sufi-Orden aus, die auch religionspolitische Funktionen tragen, darunter Organisation der Volksfrömmigkeit und Mission. Der Sufismus war in der Geschichte einer der wichtigsten Faktoren bei der Gewinnung von Nicht-Muslimen für den Islam.
Das Ehepaar Ariel und Will Durant stellte um die Mitte des vorigen Jahrhunderts in seiner Kulturgeschichte der Menschheit einen Bezug zu ähnlichen Reformbewegungen in anderen Kulturen her: Die Bezeichnung Sufi leitet sich von einem einfachen Wollgewand (suf) ab. In der Rückwendung zur Einfachheit der Lebenshaltung, der Frömmigkeit und des Quietismus trifft sich der Sufismus mit ähnlichen Strömungen, wie z. B. dem Franziskanertum oder den Überzeugungen des frühen Quäkertums.
Spätestens mit der Organisation in Orden ist eine Identifikation von Mystik und Sufismus problematisch, da sich ersteres meist auf einen spezifischen Typus von Spiritualität bezieht, letzteres nun aber auf Institutionen. Den Begriffen sufiya und tasawwuf gegenüber steht der Ausdruck ‘irfān (arabisch عِرْفَان ‚Erkenntnis‘, auch Gnosis) in der Bedeutung „Mystik“. Das Wort Sufismus wird in Europa erst seit dem 19. Jahrhundert verwendet.

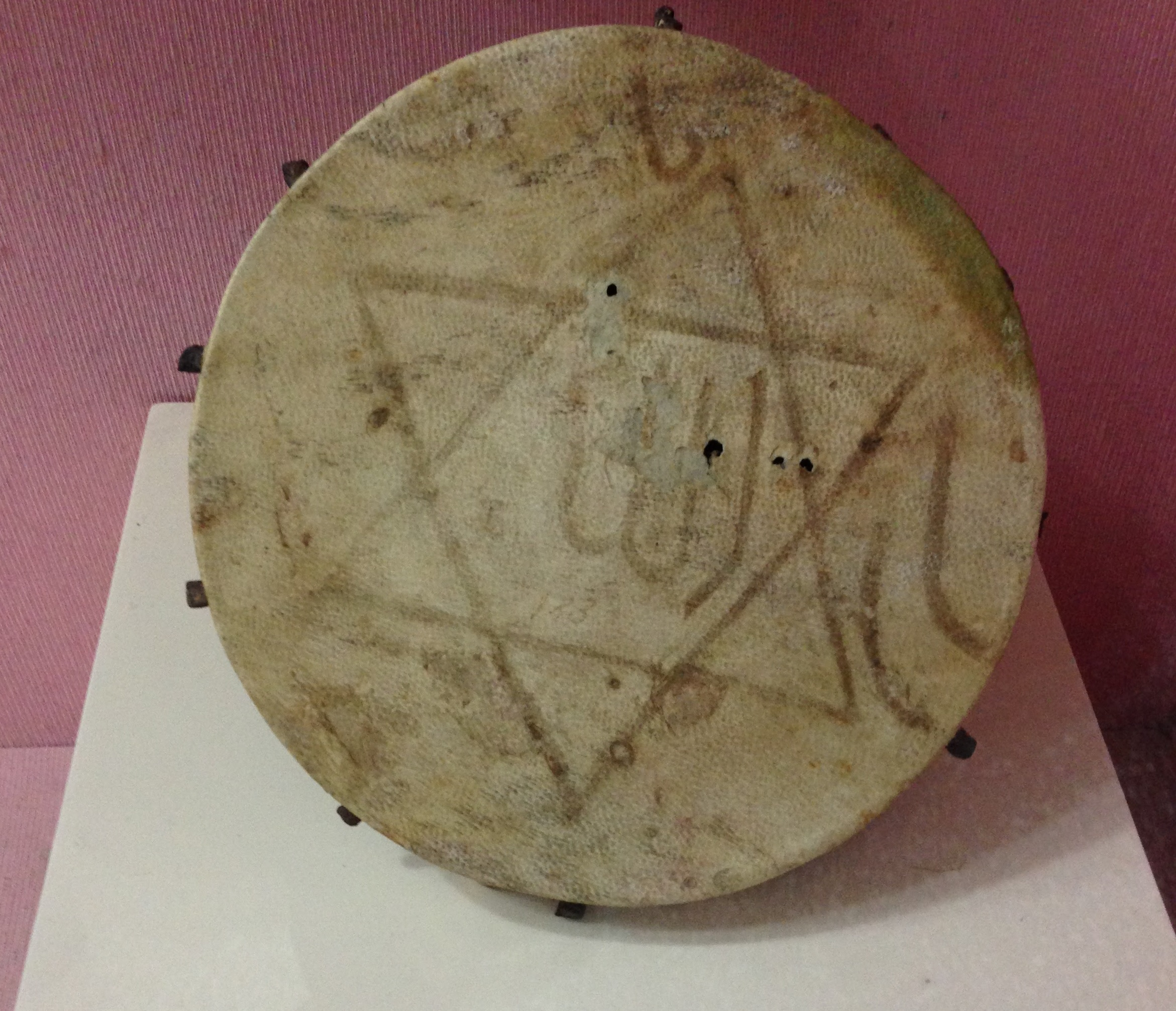
Eine in Sufi-Klöstern von Derwischen verwendete Rahmentrommel def; ausgestellt im Museum von Antalya

Sufi Orden hatten im Osmanischen Reich eine ähnliche Bedeutung wie die Zunft oder die Gilde (Berufsverband) in Westeuropa. Ausgehend von Kleinasien gingen die Orden eine Verbindung mit den Zünften der Handwerker, den so genannten Akhi (Türkisch für Futuwwa) ein. Sie fanden insbesondere auch auf dem Balkan Verbreitung. Ihre Versammlungsgebäude (Konvent, Loge), Tekken genannt, spannten ein Netzwerk über das Osmanische Reich, das den technischen Fortschritt verbreitete. Der Sufi-Orden der Bektaschi fand besonderen Widerhall in Albanien, dem Kosovo und in Bosnien, weil sich die Janitscharen an ihm orientierten. Diese Angehörigen von Verwaltungseinheiten und Spezialtruppen des Sultans wurden vor allem aus den Balkanländern (zwangs-)rekrutiert und in Konstantinopel ausgebildet. Neben dem Schutz des Sultans waren sie über lange Zeit einer der Träger des technischen Know-Hows im Osmanischen Reich. Diese Funktion bildet u. a. den historischen Hintergrund des Romans Die Brücke über die Drina von Ivo Andrić.

## Entwicklung
Der Sufismus wird manchmal mit dem Gnostizismus in Verbindung gebracht, wobei die Sufis eigentlich unabhängig von einer Religionszugehörigkeit sind und diese Bewegung schon weitaus älter ist als der geschichtliche Islam. Sufis selbst betonen jedoch, dass sich der Sufismus zu seiner vollen Blüte erst ab dem Auftreten des Propheten Mohammed entwickelt habe und dass der Islam die geeignetsten metaphysischen Instrumente für die geistige und seelische Entwicklung des Menschen bereithalte.

### Frühe Sufis
Die ersten Sufis soll es nach muslimischer Überlieferung schon zu Lebzeiten des Propheten Mohammed im 7. Jahrhundert gegeben haben. Sie sollen oft als einzelne Asketen gelebt haben. Als bekanntester unter ihnen gilt Uwais al-Qarani aus dem Jemen, der als Einsiedler in der Wüste lebte. Auf ihn soll der nach eigenem Anspruch älteste islamische Sufiorden Maktab Tarighat Oveyssi zurückgehen.
Ein sehr einflussreicher früher Sufi war der Asket al-Hasan al-Basrī (642–728). Seine Vorstellung von einem spirituellen Leben waren: wenig Schlaf, sich weder über Hitze noch über Kälte zu beklagen, keinen festen Wohnsitz zu haben und stets zu fasten. Ebenfalls in der Stadt Basra (im heutigen Irak) lebte und wirkte Rabia al-Adawiyya (714 oder 717/718–801), eine der bedeutendsten weiblichen Sufis. Es wird angenommen, dass sie nie einen Lehrer hatte, und sie wird als eine „trunkene Gottesliebende“ bezeichnet, die als eine strenge Asketin lebte: Zum Trinken und für ihre rituellen Waschungen soll sie einen zerbrochenen Krug, eine alte Schilfrohrmatte zum Liegen und einen Flussstein als Kopfkissen verwendet haben.

### Sufis des 9. und 10. Jahrhunderts
Im 9. Jahrhundert war Dhu'n-Nun al-Misri (gestorben 859) einer der ersten Sufis, der eine Theorie über „Fana“ (arabisch فناء, DMG Fanā’ ‚Auflösung, Entwerdung‘) und „Baqa“ (arabisch بقاء, DMG Baqā’ ‚Bestehen‘) entwickelte, eine Lehre über die Vernichtung bzw. Auflösung des Selbst (arabisch نفس, DMG Nafs). Außerdem formulierte er die Theorie von „Ma'rifa“ (arabisch معرفة, DMG Ma‘rifa ‚(intuitive) Gotteserkenntnis‘). Durch seine poetischen Gebete führte er einen neuen Stil in die ernste und asketische Frömmigkeit der damaligen Sufis ein. Er vernahm – dem koranischen Wort getreu – aus allem Geschaffenen den Lobpreis Gottes und beeinflusste so die späteren Naturschilderungen persischer und türkischer Sufis.
Bāyazīd Bistāmī (803–875), aus Bistam im heutigen Iran, hielt vor allem die Liebe für das Wichtigste, um die Einheit mit Gott zu erreichen. Darüber hinaus erlangte er nach eigener Aussage als erster den Zustand von absolutem Einssein mit dem Schöpfer durch strenge Selbstkasteiung und Entbehrungen. In den späteren Sufitexten ab dem 11. Jahrhundert bildete er als berauschter Sufi den Gegenpol zu seinem nüchternen Zeitgenossen Dschunaid.
Einen eher nüchternen Weg des Sufismus vertrat Dschunaid (gest. 910) aus Bagdad, welches zur damaligen Zeit als ein religiöses und spirituelles Zentrum galt. Er hatte durch seine Lehre einen großen Einfluss auf spätere Sufis, er betonte die Liebe, die Vereinigung und die Übergabe des individuellen Willens an den Willen Gottes. Zur damaligen Zeit betrachtete die islamische Orthodoxie bereits die Aktivitäten der Sufis mit wachsendem Misstrauen, aus diesem Grund lehnte Dschunaid seinen Schüler Mansur al-Halladsch (858–922), ebenfalls ein Perser, ab, der die Geheimnisse des Sufipfades in aller Öffentlichkeit aussprach. Von diesem stammt einer der bekanntesten Aussprüche eines Sufis: „ana al-Haqq“. Dieser Ausspruch lautet übersetzt „Ich bin die Wahrheit“, wobei Haqq nicht nur Wahrheit bedeutet, sondern auch einer der Namen Gottes ist. Somit kann die Übersetzung „Ich bin Gott“ lauten. Dies und sein provokantes Auftreten waren einige der Gründe, warum al-Halladsch schließlich als erster Sufi-Märtyrer hingerichtet worden ist. Neben anderen Sufis hat wohl Rumi am besten zum Ausdruck gebracht, dass „ana al-Haqq“ die konsequenteste Auslegung von der Einheit Gottes ist.

### al-Ghazālī (1058–1111)
Ein wichtiger Vertreter des Sufismus ist al-Ghazālī (geb. um 1058, gest. 1111), ein Perser, der einer der ersten war, der seine Ideen zu einem mystischen System ordnete. Dieser größte sunnitische Theologe gliederte das System der gemäßigten Mystik des Sufismus in den orthodoxen Islam ein. Der ursprüngliche Rechtsgelehrte erkannte eines Tages, dass er nur durch eine der Welt entsagende Lebensweise wirklich zu Gott finden könne. Er gab deshalb seinen Lehrstuhl an der Universität in Bagdad auf, um als wandernder Derwisch viele Jahre in der Abgeschiedenheit zu verbringen. Er hinterließ der Welt zahlreiche religiöse und spirituelle Schriften und schaffte es sogar, für eine Zeit lang die Orthodoxie mit dem Sufismus zu versöhnen und beide Systeme aneinander anzunähern: Durch Abmilderung des radikalen Asketismus der frühen Sufis, Systematisierung des sufistischen Gedankenguts und indem er die Philosophen, für die er deshalb die Todesstrafe forderte, in siebzehn Punkten der Ketzerei und in drei anderen des Unglaubens zieh, trug al-Ghazālī maßgeblich zur allgemeinen Anerkennung des Sufismus durch die Orthodoxie im Islam bei. Er lehnte eine starre Dogmatik ab und lehrte den Weg zu einem Gottesbewusstsein, das aus dem Herzen entspringt. Ein zentraler Punkt bei al-Ghazālī ist die Arbeit am „feinstofflichen Herzen“. Der Lehre al-Ghazālīs gemäß besitzen die Menschen in ihrer Brust ein „feinstoffliches Herz“, das in der Welt der Engel beheimatet ist. Dieses Organ ist in der grobstofflichen Welt im Asyl und weist den Menschen den Weg ins Paradies zurück.

### Scheich Adi (1075–1162)
Ein bedeutender Sufi war Scheich Adi (kurdisch Şêx Adî, auch Şexadi, voller Name ʿAdī ibn Musāfir, vermutlich 1075–1162), der den Sufismus über die Grenzen der islamischen Kerngebiete hinaus verbreitete. Wohl um konservativen Widersachern zu entfliehen, begab er sich in die irakisch-kurdischen Berge und siedelte in Lalisch, einem alten Sonnentempel, der mehrfach zwischen Jesiden, Christen und Muslimen gewechselt hatte. Er wird, obwohl eigentlich ein Muslim, von Jesiden als Heiliger verehrt. Lalisch, der Ort an dem nach jesidischer Vorstellung die Erde fest wurde, ist jesidisches Heiligtum und Grabstätte des Şexadi.

### Ibn al-Arabi (1165–1240)
Ebenso bedeutend wie al-Ghazālī ist Ibn Arabi (1165–1240), der etwa ein halbes Jahrhundert nach al-Ghazālīs Tod in der spanischen Stadt Murcia geboren wurde. Ibn Arabi ist Autor etwa 500 wichtiger sufistischer Schriften; man sagt, er habe keinen spirituellen Lehrer gehabt, sondern sei von dem verborgenen Meister Chidr direkt in den mystischen Islam initiiert worden. Ibn Arabi wird auch als der „Schaich al-akbar“ („der größte Scheich“) bezeichnet, wobei seine Ideen über wahdat al-wudschud, der Einheit des Seins, schon vor ihm Teil der Sufi-Metaphysik war. Doch er formulierte diese Ideen als erster in schriftlicher Form, wodurch sie der Nachwelt und späteren Sufis gut erhalten blieben. Demnach hat Gott die ganze Welt als eine einzige zusammenhängende Einheit geschaffen, damit sie den höchsten Schöpfer preise und erkenne. In seinem Werk Fusus Al-Hikam zeichnet Ibn-Arabi eine metaphysische Genealogie, in der die 25 namhaft im Koran erwähnten Propheten dazu beitragen, das mystische Bewusstsein der Menschen zu wecken. Dieser Gedanke wurde im 19. und 20. Jahrhundert von westlichen esoterischen Autoren wie Madame Blavatsky und Rudolf Steiner wieder aufgegriffen. Danach sind die bedeutenden Religionsgestalten der Menschen Lichtgestalten, die das Bewusstsein der Menschen formen.

### Farid ad-Din Attar (1145/46–1221)

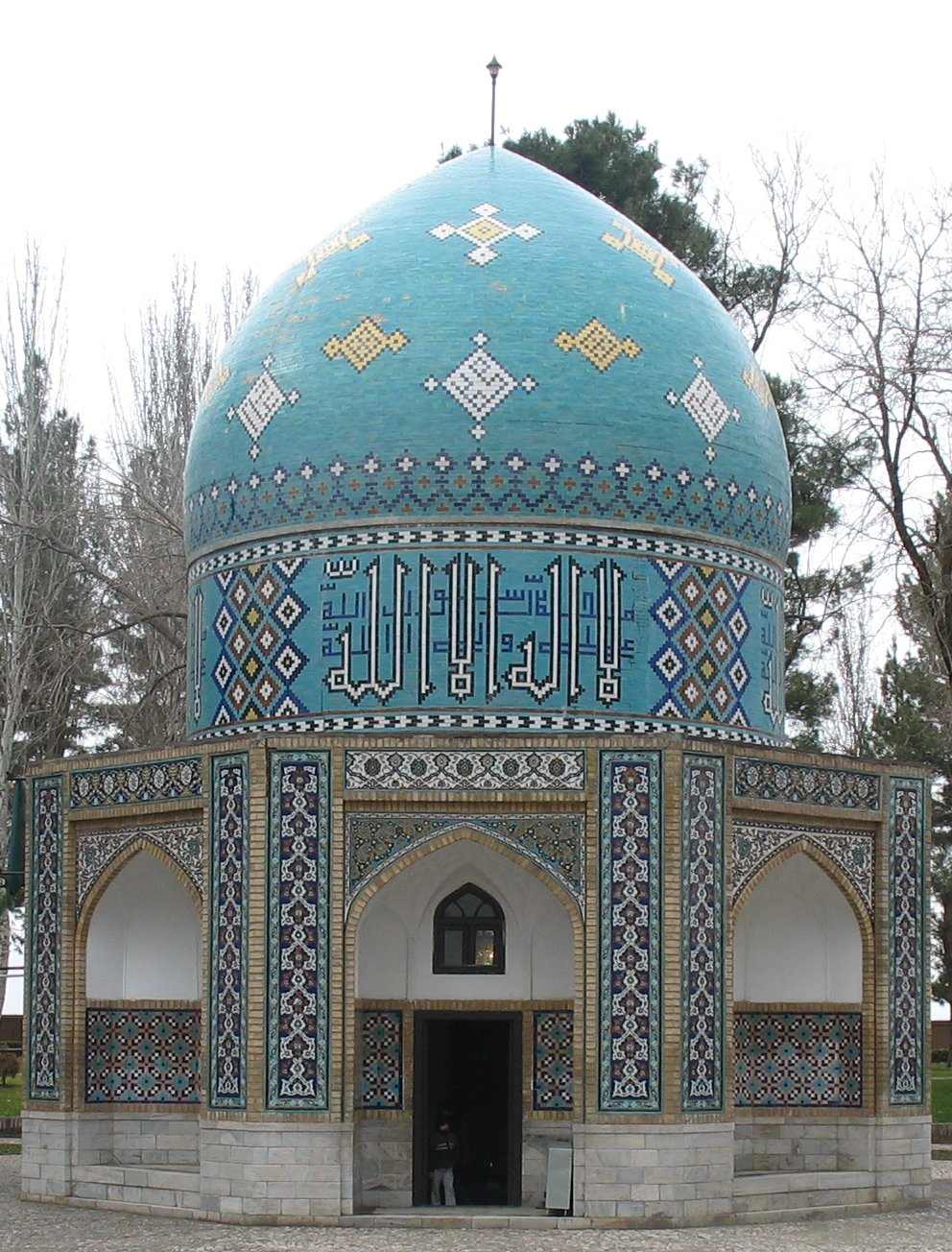
Das Mausoleum Farid ad-Din Attars in Nischapur, Iran

Die poetischen Werke Farid ad-Din Attars (Farīd ad-Dīn ʿAṭṭār) nahmen über Jahrhunderte hinweg Einfluss auf Mystiker sowohl östlicher als auch westlicher Herkunft. Attar gilt als eine der wichtigsten Persönlichkeiten des Sufismus. Er warf ein neues Licht auf die Lehre, indem er wie niemand vor ihm den Pfad mit der Kunst eines Geschichtenerzählers beschreibt.
Eines der berühmtesten seiner 114 Werke sind die „Vogelgespräche“ (Manṭiq aṭ-ṭair). Dieses Epos berichtet von dreißig Vögeln, die eine Reise durch sieben Täler zum Vogelkönig, dem Simurgh, unternehmen und schließlich in diesem ihre eigene Identität erkennen. Attar benutzt hier ein Wortspiel, da Simurgh nicht nur der Name eines dem Phönix ähnelnden Fabelwesens ist, sondern si murgh gelesen „dreißig Vögel“ bedeutet. In diesem Werk findet sich etwa die sufistische Liebesgeschichte von Scheich San’an und einem Christenmädchen. Der in Mekka lebende San’an wird darin als Verfasser hunderter von theologischen Abhandlungen und Wundertäter dargestellt, konvertiert für einige Zeit zum Christentum und kehrt dann wieder zum Islam zurück.

### Sufi-Ordensgemeinschaften
Es wird heutzutage von den meisten Historikern angenommen, dass die erste Sufi-Ordensgemeinschaft (Tariqa) im 12. Jahrhundert von ʿAbd al-Qādir al-Dschīlānī (1088 oder 1077–1166) gegründet wurde, die deshalb den Namen Qadiri-Tariqa trägt. Kurz darauf entstanden die Yesevi- und die Rifai-Tariqa. Später entwickelten sich weitere Tariqas, von denen viele größtenteils noch immer existieren, einige jedoch nicht mehr im Blickpunkt des öffentlichen Lebens, wie die Schaʿrānī-Tariqa. Die Zentren bzw. Versammlungsorte der Orden nennt man Chanqah (persisch خانقاه, DMG ḫāneqāh oder خانگاه, DMG ḫānegāh), Dergah (persisch درگاه, DMG dargāh, ‚Türschwelle, Palast‘; osmanisch dergâh auch Derwischkonvent), Tekke (osmanisch تَكَّيَّه tekke, tekye) oder Zawiya (arabisch زَاوِيَة, DMG zāwiya, pl. زَوَايَا, DMG zawāyā). Manchmal ist auch von Konventen oder Klöstern die Rede, eine Tekke ist nicht mit der christlichen Vorstellung eines Klosters zu vergleichen.
Eine der bekanntesten Tariqas ist die der Mevlevis, die auf den Sufipoeten Dschalal ad-Din Rumi zurückgeht. Die meisten seiner Werke sind in persischer, manche in arabischer Sprache verfasst. Die Derwische dieses Ordens praktizieren den Dhikr mit religiöser Musik und drehen sich dabei um die eigene Achse. Dieses Ritual ist im Westen als „Derwischtanz“ (semā) oder „Tanz der drehenden Derwische“ bekannt.
Weitere überregionale Sufi-Orden neben den bereits genannten sind Naqschbandi, Bektaschi, Kubrawi, Suhrawardi, Chishti oder Halveti. Diese Orden sind darüber hinaus in zahlreiche Unterverzweigungen gegliedert und haben manchmal Überschneidungen untereinander (Siehe auch: Liste der Sufi-Orden). Der aus Iran stammende Sufi-Orden MTO Shahmaghsoudi ist in den USA, Großbritannien und anderen westlichen Ländern verbreitet.
In Marokko sind die Sufiorden der Gnawa, Aissawa, Tidschānīya und Hamadscha nicht nur bislang wichtige Ausdrucksformen des Volksislam und des spirituellen Lebens, sondern ebenfalls bedeutende gesellschaftliche Formationen. Für die marokkanische Außenpolitik spielen diese sufistischen Bruderschaften eine zentrale Rolle in der Strukturierung der Beziehungen zu den Nachbarstaaten Mauretanien und Mali, insbesondere auch um einem salafistischen Islam wahhabitischer Prägung, der im Sahararaum zunehmend an Einfluss gewinnt, Paroli zu bieten.
Der Sufismus ist in den Augen der Sufis immer lebendig geblieben und hat seine Dynamik bewahrt, weil er sich stets den Zeiten anpasst und sich dementsprechend wandelt. Gleichzeitig bleibt er aber der Essenz der Tradition treu, die die innere Ausrichtung des Herzens auf Gott sowie das Aufgeben des Ego ist. Da Gesellschaften und Kulturen sich ständig weiterentwickeln und verändern, antwortet der Sufismus äußerlich gesehen auf diese Veränderungen.

„Sufismus ist die alte Weisheit des Herzens. Er ist nicht durch Form, Zeit oder Raum begrenzt. Er war immer und wird immer sein.“

## Etymologie
Etymologisch ist unklar, ob das Wort Sufi von arabisch ṣūf صُوف – „Schurwolle“, das auf die wollenen Gewänder der Sufis hinweist, oder von ṣafā صفا – „rein sein“ stammt. „Rein“ meint in diesem Zusammenhang gereinigt von Unkenntnis bzw. Unwissenheit, Aberglauben, Dogmatismus, Egoismus und Fanatismus sowie frei von Beschränkungen durch die soziale Schicht, politische Überzeugung, ethnische Gruppe oder Nation. Historisch wahrscheinlicher ist jedoch erstere Auslegung, da die Herleitung von „rein“ eine gewollte Interpretation darstellen könnte.
Andere, vor allem westliche Vertreter eines „universellen Sufismus“, brachten das Wort Sufi (auch als Sofi als Bezeichnung für einen Weisen, der sich ins Anschauen des Göttlichen versenkt, geschrieben) mit dem griechischen Wort sophia („Weisheit“) oder mit dem hebräischen Wort aus der Kabbala En Sof („es hat kein Ende“) in Verbindung. Die Jüdische Enzyklopädie (Bd. XI, S. 579 ff.) betrachtet die Kabbala und die Chassidim, die jüdischen Mystiker, als aus dem Sufismus entstanden, bzw. als mit ihm identische Tradition. Der bedeutendste im Westen lebende Vertreter des Sufismus, Idries Shah, verweist hingegen auf die Schrift des Hujwiri die Offenbarung aus dem 11. Jahrhundert. In dieser frühesten verfügbaren Abhandlung über die Sufi-Tradition in persischer Sprache und gleichzeitig eine der maßgeblichen Sufi-Schriften wird erklärt, dass „das Wort Sufi keine Etymologie besitzt“.
Klassische sufische Autoren wie al-Kalābādhī (gest. zwischen 990 und 995) haben die Sufis außerdem zu den sogenannten Ahl as-Suffa („Leute des Schattendachs“) in Beziehung gesetzt. Hierbei handelt es sich um eine Gruppe von Personen, die sich zu Lebzeiten Mohammeds in Medina um ihn scharten und in erzwungener oder freiwilliger Armut lebten. Al-Kalābādhī vertrat die Auffassung, dass ein Sufi jemand sei, der den Ahl as-Suffa von seinem Charakter ähnele. Es wird außerdem behauptet, dass das Wort Sufismus auf die Leute der ersten (Gebets-)Reihe (ṣaff-i avval) hindeuten kann.
Der Begriff Sufismus wurde nicht von Anhängern dieser Lehre eingeführt. Das Wort selbst ist ein aus Deutschland stammender Neologismus, der 1821 geprägt wurde. Vielmehr wurde er von Personen außerhalb dieser mystischen Strömung geprägt. Ein Sufi bezeichnet sich selbst in der Regel nicht als solcher, vielmehr verwenden Sufis für sich Bezeichnungen wie „Menschen der Wahrheit“, „Meister“, die „Nahen“, „Suchende“, „Schüler“ oder „Reisende“.

## Lehre
Es gibt Sufi-Orden, die als sunnitisch oder schiitisch klassifiziert werden können, andere sind beiden oder keiner der beiden islamischen Richtungen zuzuordnen. Diese stellen einen separaten Bereich des muslimischen Glaubens dar und lehren meist einen „universellen Sufismus“. Die meisten Sufis bewegen sich aber innerhalb des orthodoxen Islams von Sunna und Schia und sind somit entweder Sunniten oder Schiiten, wobei die meisten Tariqas mit dem sunnitischen Islam in Verbindung gebracht werden (z. B. Naqshbandi, Qadiri) und nur wenige mit dem schiitischen.
Der Weg der Sufis folgt vier Stufen, deren Ausprägung auf den indischen Raum verweist; bislang ist jedoch offen, wie und in welche Richtung diese Beeinflussung historisch verlief:
1. Auslöschen der sinnlichen Wahrnehmung
2. Aufgabe des Verhaftetseins an individuelle Eigenschaften
3. Sterben des Ego
4. Auflösung in das göttliche Prinzip

Das oberste Ziel der Sufis ist, Gott so nahe wie möglich zu kommen und dabei die eigenen Wünsche zurückzulassen. Dabei wird Gott oder die Wahrheit als „der Geliebte“ erfahren. Der Kern des Sufismus ist demnach die innere Beziehung zwischen dem „Liebenden“ (Sufi) und dem „Geliebten“ (Gott). Durch die Liebe wird der Sufi zu Gott geführt, wobei der Suchende danach strebt, die Wahrheit schon in diesem Leben zu erfahren und nicht erst auf das Jenseits zu warten. Dies spiegelt sich in dem Prinzip zu sterben, bevor man stirbt wider, das überall im Sufismus verfolgt wird. Hierzu versuchen die Sufis, die Triebe der niederen Seele oder des tyrannischen Ego (an-nafs al-ammara) so zu bekämpfen, dass sie in positive Eigenschaften umgeformt werden. Auf diese Weise können einzelne Stationen durchlaufen werden, deren höchste die reine Seele (an-nafs as-safiya) ist. Diese letzte Stufe bleibt jedoch ausschließlich den Propheten und den vollkommensten Heiligen vorbehalten.
Die mystische Gotteserfahrung ist der Zustand des Einsseins (tauhid) mit Gott, die sogenannte „unio mystica“.
Dazu ein Zitat von Abu Nasr as-Sarradsch, einem Zeitgenossen des islamischen Mystikers Dschunaid:

„Sufismus bedeutet, nichts zu besitzen und von nichts besessen zu werden.“

Oder eine etwas ausführlichere Beschreibung von Abu Sa’id:

„Sufismus ist Ruhm im Elend, Reichtum in der Armut, Herrschaft in Dienstbarkeit, Sättigung im Hunger, Leben im Tode und Süße in der Bitterkeit … Der Sufi ist der, der mit allem zufrieden ist, was Gott tut, so dass Gott mit allem zufrieden ist, was er tut.“

Ein wichtiger Aspekt der sufistischen Lehre ist außerdem, dass die Wahrheit erfahren wird und nicht nur intellektuell erfasst. Gemäß dem Grundsatz „Den Glauben sieht man in den Taten“ ist es für die Sufis entscheidend, oft eher mit gutem Beispiel in der Welt aufzutreten als über den Glauben zu reden. Darüber hinaus ist „Aufrichtigkeit“ unentbehrlich, und es sollte versucht werden, nach außen hin so rein zu werden, wie es nach innen hin angestrebt wird.
Viele Sufis, so sie nicht Anhänger einer strengen Scharia sind, glauben, dass in allen Religionen eine grundlegende Wahrheit zu finden sei, und dass die großen Religionen von ihrem Wesen/Geist her dasselbe seien. Manche Sufis gehen deswegen sogar so weit, dass sie den Sufismus nicht innerhalb des Islams (also einer Religion) angesiedelt sehen, sondern meinen, dass die Mystik über der Religion stehe und diese sogar bedinge.

## Der Weg des Derwisch

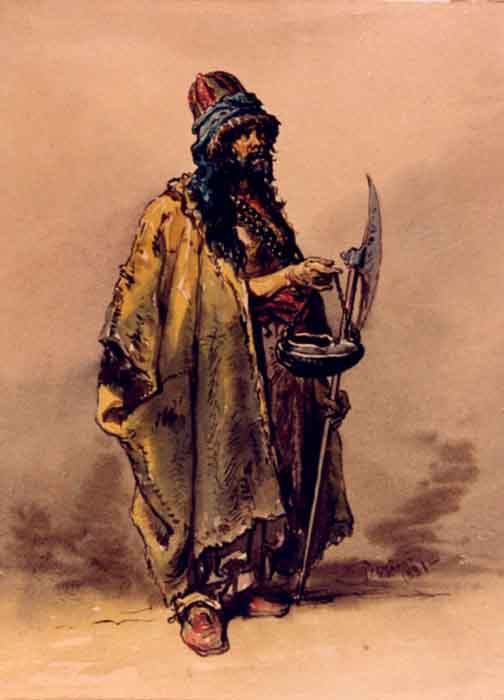
Ein türkischer Derwisch um 1860

Der Begriff Derwisch leitet sich her vom persischen Wort dar („Tor“, „Tür“), ein Sinnbild dafür, dass der Bettler von Tür(schwelle) zu Tür(schwelle) wandert. In der sufistischen Symbolik bedeutet dies auch die Schwelle zwischen dem Erkennen der diesseitigen irdischen (materiellen, siehe auch dunya) und der jenseitigen göttlichen Welt.
Eine übertragene persische Übersetzung für Derwisch (persisch دَرْوِیش darwīsch) ist „Bettler“. Dabei ist es aber nicht unbedingt wörtlich zu nehmen, dass jeder Sufi ein Bettler sei; sondern dieser Begriff dient als Symbol dafür, dass derjenige, der sich auf dem Weg des Sufismus befindet, seine eigene „Armut gegenüber Gottes Reichtum“ erkennt.
Der Weg des Sufis besteht aus folgenden Stationen:
1. Scharia („Gesetz Gottes“)
2. Tariqa („der mystische Weg“)
3. Ma'rifa („Erkenntnis“, auch „Wissen“)
4. Haqīqa („Wahrheit“)

Die Sufis sehen sich selbst als Reisende (arabisch سالك, DMG sālik ‚den Weg Beschreitende‘) auf dem Weg (arabisch طريقة, DMG ṭarīqa) zu Gott. Es muss erst eine Tür durchschritten werden, bevor sich die nächste öffnet. Die höchste Stufe wird erreicht durch das Verlöschen der körperlichen Existenz (arabisch الفناء, DMG al-fanā’ ‚das Verlöschen, das Entwerden‘) in der Wahrheit Gottes, dessen wichtigster Beiname al-Ḥaqq (arabisch الحق ‚die Wahrheit, die Richtigkeit‘) ist.
Ibn Arabi beschreibt die vier Stationen folgendermaßen: Auf dem Niveau von Schari'a gibt es „dein und mein“. Das heißt, dass das religiöse Gesetz individuelle Rechte und ethische Beziehungen zwischen den Menschen regelt. Auf dem Niveau von Tariqa „ist meins deins und deins ist meins“. Von den Derwischen wird erwartet, dass sie sich gegenseitig als Brüder und Schwestern behandeln, den jeweils anderen an seinen Freuden, seiner Liebe und seinem Eigentum teilhaben lassen. Auf dem Niveau der Wahrheit (Haqiqa) gibt es „weder meins noch deins“. Fortgeschrittene Sufis erkennen, dass alle Dinge von Gott kommen, dass sie selbst nur die Verwalter sind und in Wirklichkeit nichts besitzen. Diejenigen, die die Wahrheit erkennen, interessieren sich nicht für Besitz und Äußerlichkeiten im Allgemeinen, Bekanntheit und gesellschaftlichen Stand inbegriffen. Auf dem Niveau der Erkenntnis (Ma'rifa) gibt es „kein ich und kein du“. Der einzelne erkennt, dass nichts und niemand von Gott getrennt ist. Dies ist das oberste Ziel des Sufismus.

### Der Scheich
Eine sehr wichtige Institution der Sufik ist der arabisch شيخ Scheich, DMG Šaiḫ ‚(weiser) alter Mann‘ oder persisch پير Pir, DMG Pīr mit derselben Bedeutung genannte spirituelle Lehrer (arabisch مرشد Murschid, DMG Muršid). Der Scheich leitet in gemeinsamen Zusammenkünften mit seinen Derwischen nicht nur den Dhikr, sondern er gibt jedem seiner Schüler (arabisch مريد, DMG Murīd) meist individuelle spirituelle Übungen, die dem Stand des einzelnen Derwischs entsprechen.
Arthur Buehler, der sich mit der Geschichte des Scheichtums in der Sufik beschäftigt hat, konstatiert einen allgemeinen Wandel im Verständnis dieser Institution. Die ersten Sufi-Scheiche bezogen demnach ihre Autorität allein aus ihrem eigenen Handeln, das von ihren Anhängern als vorbildlich angesehen wurde, sowie aus spirituellen Erfahrungen. Im 10. Jahrhundert wurde dieser Typ des „lehrenden Scheichs“ durch einen anderen Scheich-Typ verdrängt, den Buehler als „führenden Scheich“ bezeichnet. Die „führenden Scheiche“ wurden im Gegensatz zu den lehrenden Scheichen als „Erben des Propheten“ betrachtet. Ihre Autorität stützte sich darauf, dass sie ihr Wissen durch eine „lebendige Linie“ auf den Propheten Mohammed zurückführen konnten. Diese „lebendige Linie“ wird durch eine Überlieferungskette, die Silsila, symbolisiert, die bis auf den Propheten Mohammed zurückreicht. In der frühen Neuzeit erlebt dann ein neuer Scheich-Typ seinen Aufstieg, den Buehler den „vermittelnden Scheich“ nennt. Kennzeichnend für ihn ist, dass er die Ausübung der spirituellen Praktiken weitgehend aufgegeben hat und für seine Anhänger hauptsächlich die Funktion eines Mittlers und Fürsprechers – vor Gott, aber auch vor den politischen Autoritäten – erfüllt.

### Der Weg
Im Sufismus wird oft das Symbol der Rose gebraucht. Diese stellt die oben genannten Stufen auf dem Weg eines Derwischs folgenderweise dar: Die Dornen stehen für die Schari'a, das islamische Gesetz, der Stängel ist Tariqa, der Weg. Die Blüte gilt als Symbol für Haqiqa, der Wahrheit, die den Duft der Ma'rifa, die Erkenntnis, in sich trägt.
Hierbei lässt sich folgende Sichtweise der Sufis erkennen: Die Dornen schützen den Stängel, ohne sie könnte die Rose leicht von Tieren angegriffen werden. Ohne den Stängel haben die Dornen allein aber keinerlei Bedeutung; es ist deutlich zu sehen, dass die Sufis Schari'a und Tariqa unbedingt als zusammengehörig betrachten. Der Stängel ohne Blüte wäre nutzlos, und auch eine Blüte ohne Duft hätte keinen Zweck. Der Duft alleine ohne die Rose hätte aber ebenfalls keine Möglichkeit zu existieren.

### Die Liebe
Der Mittelpunkt der sufistischen Lehre ist die Liebe (arabisch hubb, 'ischq, mahabba), die immer im Sinne von „Hinwendung (zu Gott)“ zu verstehen ist. Die Sufis glauben, dass sich die Liebe in der Projektion der göttlichen Essenz auf das Universum ausdrückt. Dies lässt sich oftmals in den „berauschten“ Gedichten vieler islamischer Mystiker erkennen, die die Einheit mit Gott und die Gottesliebe besingen. Da diese poetischen Werke meist mit Metaphern durchsetzt sind, wurden sie in der Geschichte oft von islamischen Rechtsgelehrten argwöhnisch betrachtet. In ihren Augen haben sie ketzerische Aussagen, wenn beispielsweise der Suchende vom „Wein“ berauscht ist; in der Symbolik des Sufismus steht der Wein für die Liebe Gottes, der Sheikh für den Mundschenk und der Derwisch für das Glas, das mit der Liebe gefüllt wird, um zu den Menschen getragen zu werden.
al-Ghazālī bezeichnet die Liebe zu Gott als die höchste der Stationen und sogar als das eigentliche Endziel der Stationen auf dem Weg zu Gott. Er sagt, dass nur Gott allein der Liebe würdig ist; die Liebe zu Muhammad nennt er jedoch als lobenswert, weil sie nichts anderes ist, als die Liebe zu Gott. Die Liebe zu den Gottesgelehrten und Frommen erwähnt er ebenfalls als lobenswert, denn „man liebt diejenigen, die den Geliebten lieben“.
Isa bin Maryam (Jesus von Nazaret) wird im Islam als der „Prophet der Liebe“ gesehen.

### Dhikr

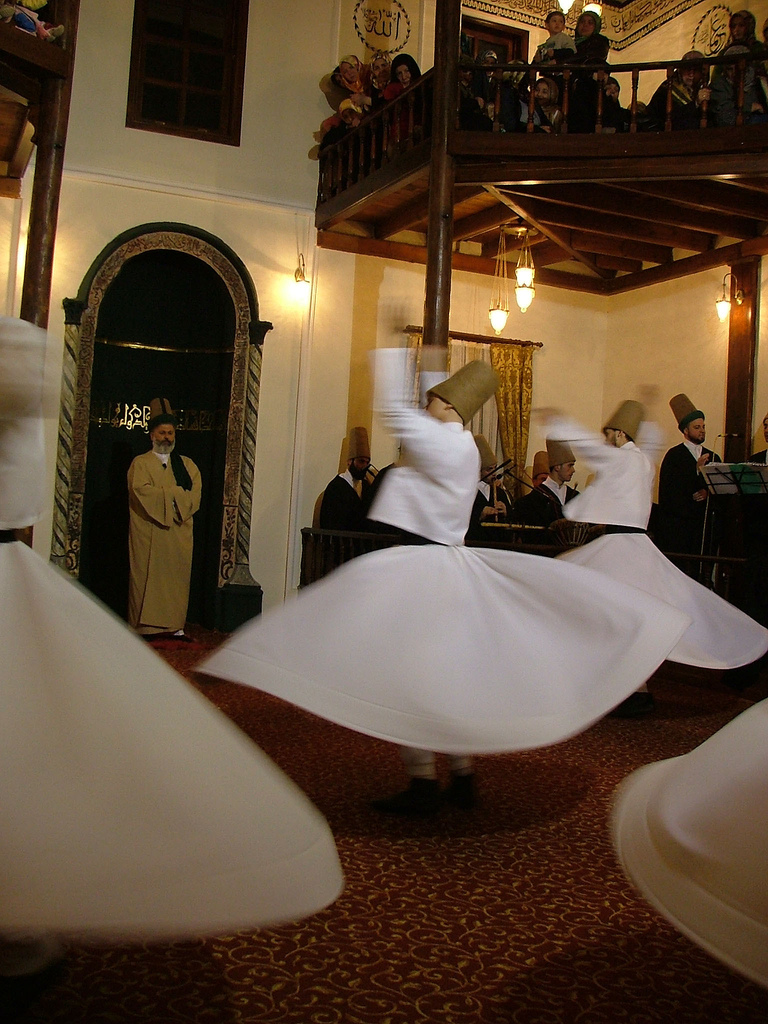
Mevlevi-Derwische bei der Sema-Zeremonie in Istanbul, Türkei

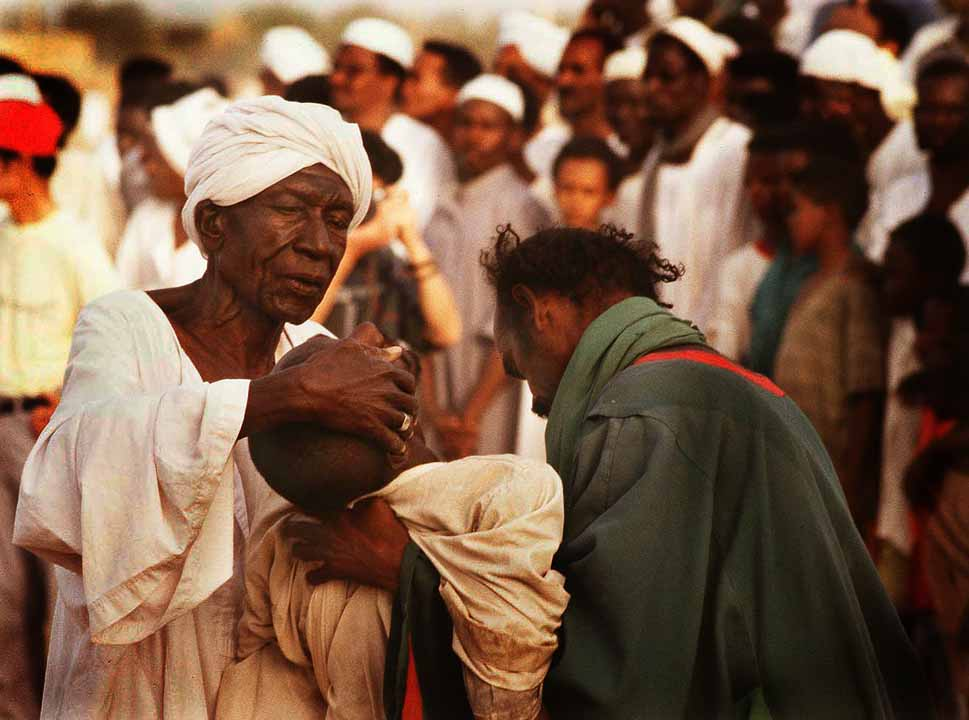
Dhikr in Omdurman, Sudan. Choreografierte Tanzaufführung für Publikum, die jeden Freitag am Grabmal von Hamed al-Nil stattfindet. Er war im 19. Jahrhundert ein Scheich der Qādirīya

Die Sufis suchen durch tägliche regelmäßige Meditation (Dhikr, das bedeutet „Gedenken“, also „Gedenken an Gott“ oder Dhikrullah) und spezielle geistliche Übungen (Chalwa) Gott nahezukommen oder mit Gott im irdischen Leben eins zu werden. Letzteres wird vom orthodoxen Islam und der ihr eigenen islamischen Rechtsprechung (Fiqh) zumindest kritisch betrachtet, wenn nicht gar als Gotteslästerung verdammt. Die Sufis sind andererseits oft dieser konservativen, manchmal verknöcherten, islamischen Rechtswissenschaft gegenüber kritisch eingestellt. Mansur al-Halladsch, der mit Gott so eins geworden zu sein glaubte, dass er sagte: Ana al-Haqq („Ich bin die Wahrheit“, also „Ich bin Gott“; siehe auch Ich-bin-Worte), wurde von der Orthodoxie als Ketzer verdammt und öffentlich hingerichtet.
Kommen Sufis einem solchen Zustand nahe, geraten sie oft in Trance, wobei dies lediglich ein Nebeneffekt ist und nicht wie manchmal angenommen das Ziel des Dhikr. Einige wenige Sufigemeinschaften vollziehen in Trance verletzende Handlungen, wie etwa das Durchstechen der Wangen bei den Rifai-Derwischen, womit das vollkommene Vertrauen in Gott demonstriert werden soll. Ein weiteres Beispiel für Trancezustände bei Sufis sind die so genannten drehenden Derwische der Mevlevi-Tariqa aus Konya in der heutigen Türkei, die sich während ihres Dhikr (Sema) um ihre eigene Achse drehen und dadurch in Trance geraten.
Der Sufismus bietet dem Suchenden nicht zuletzt durch den Dhikr eine Möglichkeit, das Göttliche in sich zu finden oder wiederzuentdecken. Die Sufis glauben, dass Gott in jeden Menschen einen göttlichen Funken gelegt hat, der im tiefsten Herzen verborgen ist. Gleichzeitig wird dieser Funke durch die Liebe zu allem, was nicht Gott ist, verschleiert, genauso wie durch die Aufmerksamkeit gegenüber den Banalitäten der (materiellen) Welt, sowie durch Achtlosigkeit und Vergesslichkeit. Laut dem Propheten Muhammad sagt Gott zu den Menschen: „Es gibt siebzigtausend Schleier zwischen euch und Mir, aber keinen zwischen Mir und euch.“
Die „Vervollkommnung des Dhikr“ ist seit je her ein hohes Ziel bei den Sufis gewesen und es wird angestrebt, den Dhikr immerwährend zu wiederholen, sodass er selbst inmitten aller anderen (weltlichen) Aktivitäten weiter im Herzen fortfährt. Dies entspricht einem „ununterbrochenen Bewusstsein der Gegenwart Gottes“. Letzteres wird „Dhikr des Herzens“ genannt, während die nach außen hörbare Form als „Dhikr der Zunge“ bezeichnet wird.
Während des Dhikr rezitieren die Sufis bestimmte Stellen aus dem Koran und wiederholen eine bestimmte Anzahl der göttlichen Attribute (im Islam neunundneunzig). Ein Dhikr, das bei allen Sufis angewandt wird, ist das Wiederholen des ersten Teils der Schahāda („Glaubensbekenntnis“) lā ilāha illā-llāh, zu Deutsch: „Es gibt keinen Gott außer Gott“ oder „Es existiert keine Macht, die es wert ist, angebetet zu werden, außer Gott“. Eine Ableitung des ersten Teils der Schahada, die ebenfalls beim Dhikr wiederholt ausgesprochen wird, ist die Formel lā ilāha illā hū, zu Deutsch: „Es gibt keinen Gott außer Ihm.“ Darüber hinaus kennen die meisten Orden ein wöchentliches Zusammentreffen, bei dem neben der Pflege der Gemeinschaft und dem gemeinsamen Gebet ebenfalls ein Dhikr ausgeführt wird. Je nach Orden kann dieser Dhikr Musik, bestimmte Körperbewegungen und Atmungsübungen beinhalten. Im Nordostkaukasus (Dagestan, Tschetschenien, Inguschetien) war beispielsweise der kumykische Scheich Kunta Haddschi Kischijew ein Vorreiter eines lauten Dhikr.

## Sufi-Geschichten
Ein wichtiger Bestandteil des Sufismus sind die Lehrgeschichten, die die Sheikhs immer und immer wieder ihren Derwischen erzählen. Es lassen sich drei verschiedene Kategorien unterscheiden.
1. Geschichten, die sich mit dem Verhältnis des einzelnen zu sich selbst und seiner individuellen Entwicklung befassen.
2. Geschichten, die das Verhältnis zur Gesellschaft und zu anderen Menschen behandeln.
3. Geschichten, die sich mit der Beziehung zu Gott befassen.

Es handelt sich hier oft um scheinbar einfache Geschichten, deren tiefere Bedeutung aber für den Derwisch sehr fein und tiefgründig sein kann. Dabei ist es nicht unbedingt von großer Bedeutung, ob der Schüler die Essenz der Geschichte bis in das letzte Detail versteht, denn das Lernen findet nicht nur auf der Verstandesebene statt. Analog hierzu wird die Wirkungsweise oft mit der von Medikamenten verglichen, wobei der Patient gleichfalls nicht die chemische Zusammensetzung der Medizin kennen oder verstehen muss, um durch diese geheilt werden zu können.
Die im Westen bekanntesten Lehrgeschichten sind beispielsweise die von Nasruddin Hodscha (auch Mullah Nasruddin), die meistens als Anekdoten oder einfache Witze missverstanden werden.
Ein Beispiel zu 2.:
Nasruddin setzt einen Gelehrten über ein stürmisches Wasser. Als er etwas sagt, das grammatikalisch nicht ganz richtig ist, fragt ihn der Gelehrte: „Haben Sie denn nie Grammatik studiert?“
„Nein.“
„Dann war ja die Hälfte Ihres Lebens verschwendet!“
Kurz darauf dreht sich Nasruddin zu seinem Passagier um: „Haben Sie jemals schwimmen gelernt?“
„Nein. Warum?“
„Dann war Ihr ganzes Leben verschwendet – wir sinken nämlich!“
Anhand dieser Geschichte wollen Sufis verdeutlichen, dass der Sufismus kein theoretisches Studium sei, sondern ausschließlich durch praktisches Handeln gelebt werden könne. Analog dazu sagen sie, dass es zwar viele Bücher über den Sufismus gibt; den Sufismus in den Büchern zu finden sei aber unmöglich. Analog dazu betrachten die Sufis einen Religionsgelehrten, der sein Wissen nicht praktiziert, als einen Esel, der eine schwere Last an Büchern trägt, die ihm aber nichts nützen, weil er schließlich nichts damit anfangen kann.
Ein Beispiel zu 3.:
Man sah Rabi'a in den Straßen von Basra, mit einem Eimer in der einen Hand und einer Fackel in der anderen. Gefragt, was das bedeute, antwortete sie: „Ich will Wasser in die Hölle gießen und Feuer ans Paradies legen, damit diese beiden Schleier verschwinden und niemand mehr Gott aus Furcht vor der Hölle oder in Hoffnung aufs Paradies anbete, sondern einzig und allein aus Liebe zu Ihm.“

## Sufi-Musik
In vielen Tariqas ist auch die Praxis der Musik üblich, die oft nur aus Gesängen besteht, in anderen Tariqas instrumental begleitet wird. Die Musik ist ein Bestandteil des Dhikr, denn in den Liedern werden entweder die Namen Gottes rezitiert, oder die Liebe zu Gott beziehungsweise zum Propheten Mohammed besungen.

## Sufismus im Westen
Die Auswirkungen des Sufismus blieben nicht nur auf die muslimische Welt beschränkt. Einflüsse hatte er unter anderem auf die Weltliteratur, die Musik und auf viele Kulturen Süd- und Osteuropas. So wurden beispielsweise Konzepte wie das der romantischen Liebe und der Ritterlichkeit vom Westen übernommen, als Europa mit den Sufis in Kontakt kam. Der spanische Arabist Miguel Asín Palacios erkannte während seiner Forschungen den enormen Einfluss des Gedankenguts der islamischen Mystiker auf die westliche Kultur.
In Europa war der Sufismus ein wichtiger Faktor bei der Gewinnung von Nicht-Muslimen für den Islam. Sufische Gruppen entstanden im Zusammenhang mit dem neuen Interesse an den asiatischen Religionen. Für die Beliebtheit sufischen Gedankengutes, das für die Bedürfnisse der westlichen Suchenden umgedeutet und angepasst wurde, lässt sich die Arbeit des indischen Musikers und Mystikers Hazrat Inayat Khan nennen, der den Internationalen Sufi-Orden mit rechtlichem Statut 1917 in London gründete.
Es bildeten sich gegen Ende des 20. Jahrhunderts im Westen Orden nach sufischem Vorbild oder Ableger traditioneller Sufiorden, die teilweise nicht-muslimische Mitglieder akzeptieren. Viele Sufis vertreten die Meinung, dass der Sufismus keine Zugehörigkeit zum Islam verlangt, was am ehesten als ein „universeller Sufismus“ zu bezeichnen ist. Dies führte dazu, dass sich immer mehr westliche Suchende der islamischen Mystik öffnen konnten, ohne zum Islam konvertieren zu müssen, obwohl nach den schon weiter oben erwähnten Grundsätzen aller traditioneller Orden und deren Scheichs die Tariqa unbedingt auf den Grundlagen der Schari’a fußt, während in der frühislamischen Zeit einige Sufis die Schari’a als Einengung des wahren Glaubens ablehnten. Nach Meinung der Anhänger des universellen Sufismus existiert diese Form der Mystik aber schon seit Bestehen der Menschheit, damit schon länger als der geschichtliche Islam, weswegen sie den Sufismus nicht unbedingt allzu eng verknüpft mit dieser Religion sehen und ihn als eine weltumspannende Bewegung mit einer alle Religionen integrierenden Heilsbotschaft betrachten.
Ein prominenter Vertreter des universellen Sufismus ist beispielsweise Reshad Feild, der durch seine Erlebnisberichte viele westliche Leser mit dem Sufismus bekanntmachte. Eine weitere dem Sufismus nahestehende Bewegung mit vielen Anhängern im Westen ist die aus der javanischen Naqshbandiyya-Qadiriyya hervorgegangene Subud-Bruderschaft, die 1934 von dem Javaner Muhammad Subuh gegründet wurde.
Sie wird von den meisten muslimischen Autoritäten ebenfalls als nicht dem Islam zugehörig betrachtet.

## Sufismus in Deutschland
In Deutschland leben nach einer Schätzung von REMID 2015 weniger als 10.000 Sufis. Die bekanntesten in Deutschland lebenden Sufis sind der zum Sufismus konvertierte Sufi-Meister Scheich Hassan Dyck, die aus der Türkei stammenden Sufi-Meister Scheich Eşref Efendi und Scheich Seyyid Osman Efendi sowie der Konvertit Scheich Bashir Ahmad Dultz, welcher der Tariqa As-Safinah vorsteht, die zur Schādhilīya-Tradition gehört.
Eine besondere Rolle für den Sufismus in Deutschland spielt der überregional bekannte Sufiverein Haqqani Trust – Verein für neue deutsche Muslime mit Sitz in Mönchengladbach. Der Verein hat seit 1995 eine „Osmanische Herberge“, die sich als das „deutsche Zentrum für Sufismus in der Eifel“ versteht. Er gehört zum Orden Naqschbandi-Haqqani, der ein Zweig der Naqschbandīya ist und arbeitet somit nach den Lehren von Scheich Nazim al-Haqqani.
Außerdem gibt es noch das relativ bekannte Sufi Zentrum Rabbaniyya um Scheich Eşref Efendi, das vor allem in Köln, Berlin und am Bodensee aktiv ist. Der Sufi-Orden MTO Shahmaghsoudi ist als eine weltweite Organisation ebenfalls in Deutschland mit mehreren Zentren vertreten. Weiterhin hat sich der ursprünglich aus dem Sudan stammende Orden Burhani seit etwa 1982 in Deutschland verbreitet. Die europäische Zentrale des Ordens ist das Landgut Haus Schnede bei Salzhausen in der Lüneburger Heide. In Trebbus (im Landkreis Elbe-Elster) gibt es ein Sufizentrum, das seit 1992 von Abdullah Halis Dornbrach geleitet wird.

## Verfolgung in Iran, Pakistan und Saudi-Arabien
Während der Amtszeit des Präsidenten Mahmud Ahmadineschad wurden die iranischen Basidsch-Milizen von der iranischen Regierung gegen die schiitischen Derwische in Stellung gebracht. Im April 2006 setzte die Miliz Gebets- und Wohnhäuser von rund 1200 Derwischen in der Stadt Qom in Brand. Die Derwische sehen im Dschihad lediglich einen Kampf eines jeden Einzelnen um sein eigenes Seelenheil und keine Aufforderung zum Krieg. Am 10. und 11. November 2007 räumte die Basidsch Sufi-Gotteshäuser in der südwestiranischen Stadt Borudscherd. Dabei wurden 80 Personen verletzt. Bei der Räumung kamen Molotowcocktails und Planierraupen zum Einsatz. Nach Meinung des Sufimeisters Seyed Mostafa Azmayesh gehe es darum, die Derwischbewegung auszulöschen. Seit Monaten sei eine Kampagne in Zeitungen und von Predigern in Moscheen im Gange. Azmayesh befürchtet eine Wiederholung der Borudscherd-Vorfälle in der Stadt Karadsch. Obwohl der Nematollah-Derwisch-Orden zur Schia zählt, wurde diese Tariqa im Iran als angeblich unislamisch verfolgt. Kommentatoren sahen als Grund die Furcht des iranischen Ajatollah-Regimes um seinen Anspruch auf Meinungsführerschaft in der Umma. Die weltoffene Auslegung des Korans durch die Derwische, verbunden mit Tanz und Musik, ließ die Bewegung unter jungen Leuten im Iran zunehmend Anhänger finden.
In Pakistan sind die Mystiker zunehmend ins Visier von Fundamentalisten geraten, die den Taliban oder al-Qaida nahestehen. In den Jahren 2005 bis 2009 gab es neun Anschläge auf Sufischreine mit insgesamt 81 Toten.
Im Jahre 2010 gab es fünf Anschläge auf Schreine der Sufis, darunter einen Selbstmordanschlag auf das größte Heiligtum Pakistans, den Schrein des Data Gandsch Bakhsch im Zentrum Lahores, bei dem 45 Menschen starben, sowie zwei weitere Selbstmordanschläge auf den Schrein des Abdullah Shah Ghazis in Karachi, bei denen neun Personen getötet und 75 verletzt wurden. Die ablehnende Haltung gegenüber dem Sufismus in Pakistan geht vor allem von den Deobandi und den Ahl-i Hadīth aus.
Am 16. Februar 2017 starben bei einem Anschlag auf den Lal-Shahbaz-Qalandar-Schrein in Sehwan Sharif mindestens 88 Besucher, darunter mindestens 20 Kinder und neun Frauen. Über 340 wurden zum Teil schwer verletzt. Zu dem Anschlag bekannte sich der Islamische Staat.
Im wahhabitisch beherrschten Saudi-Arabien wurden die Lehren der Sufis als Schirk (Götzendienst, Polytheismus) verunglimpft, Niederlassungen von Sufibruderschaften verboten. Insbesondere der Besuch von Schreinen sowie der Tanz und die Musik stoßen auf Ablehnung der wahhabitischen Fundamentalisten. Die Wahhabiten zerstörten bereits vor Jahrzehnten konsequent alle Schreine, sogar die Schreine von Gefährten und Verwandten des Propheten, vordergründig um mystische Kulte zu unterbinden.

## Kritik
Von muslimisch-orthodoxer Seite wird immer wieder der Sufismus kritisiert aufgrund einerseits eines moderateren Umgangs mit traditionellen islamischen Normen (Scharia), deren Geltung in Teilen des Sufismus relativiert wird, insofern sie nur eine Ausgangsebene für den weiteren spirituellen Weg darstellten.
Des Weiteren kritisieren Gegner den Einsatz von Musik, der nicht mit islamischer Lehre vereinbar sei. Vor allem sei Tanz – und dem Tanz ähnliche Formen des Dhikr – heidnischen Ursprungs und daher eine verwerfliche religiöse Neuerung. Sufis wiederum argumentieren, bereits der Prophet Mohammed sei bei dem Einzug in Medina mit Musik vom Volk empfangen worden, und habe auf die Frage, ob die Musik beendet werden solle, geantwortet, dass die Menschen Zeiten der Fröhlichkeit mit Musik feiern sollen. Für die Sufis kann Musik als Ausdruck der Freude in der Gegenwart Gottes eingesetzt werden und sei in diesem Gebrauch nicht verwerflich.
Wahhabitische Gegner der Sufis haben kritisiert, dass sie mit dem Scheich eine Person zwischen Gott und den gewöhnlichen Muslim stellen und dadurch gegen die Lehre des Korans verstoßen. Dem halten Sufisten entgegen, dass ein authentischer Scheich nie die Personenverehrung fördere. Er ziehe zwar als Lehrer die Aufmerksamkeit auf sich, aber weise letztlich eher von sich weg und hin zu Gott. Es sei gerade die Aufgabe des Scheichs, zu verhindern, dass der Schüler sich dem eigenen Selbst (vgl. nafs) oder der Persönlichkeit des Lehrers hingibt.
Kritik am Sufismus äußert sich mitunter darin, dass der Sufismus aufgrund seiner mystischen Dimension häufig als unpolitisch wahrgenommen wird oder sich entsprechend darstellt, obwohl der Sufismus in vielen Bereichen das öffentliche wie auch das private Leben des Sufis prägt.